# Pål Eirik Gundersen
Pål Eirik Gundersen (ur. 27 stycznia 1993) – norweski zapaśnik walczący w stylu klasycznym. Zajął dwunaste miejsce na mistrzostwach Europy w 2017. Zdobył srebrny medal na mistrzostwach nordyckich w 2019 i brązowy w 2014 i 2017 roku.